# Cicindela olivacea
Cicindela olivacea este o specie de insecte coleoptere descrisă de Maximilien de Chaudoir în anul 1854. Cicindela olivacea face parte din genul Cicindela, familia Carabidae. Această specie nu are alte subspecii cunoscute.